# Ammoniumtetrathiomolybdat
Ammoniumtetrathiomolybdat ist eine anorganische chemische Verbindung aus der Gruppe der Molybdate.

## Gewinnung und Darstellung
Ammoniumtetrathiomolybdat kann durch Reaktion von Schwefelwasserstoff mit einer Lösung von Ammoniumorthomolybdat gewonnen werden.
{\displaystyle {\ce {[NH4]2[MoO4] + 4 H2S -> [NH4]2[MoS4] + 4 H2O}}}
Die Verbindung kann auch durch Reaktion von Natriummolybdat-Pentahydrat in Natriumhydroxid mit Tetraethylammoniumtetrathiomolybdat oder andere Verfahren gewonnen werden.

## Eigenschaften

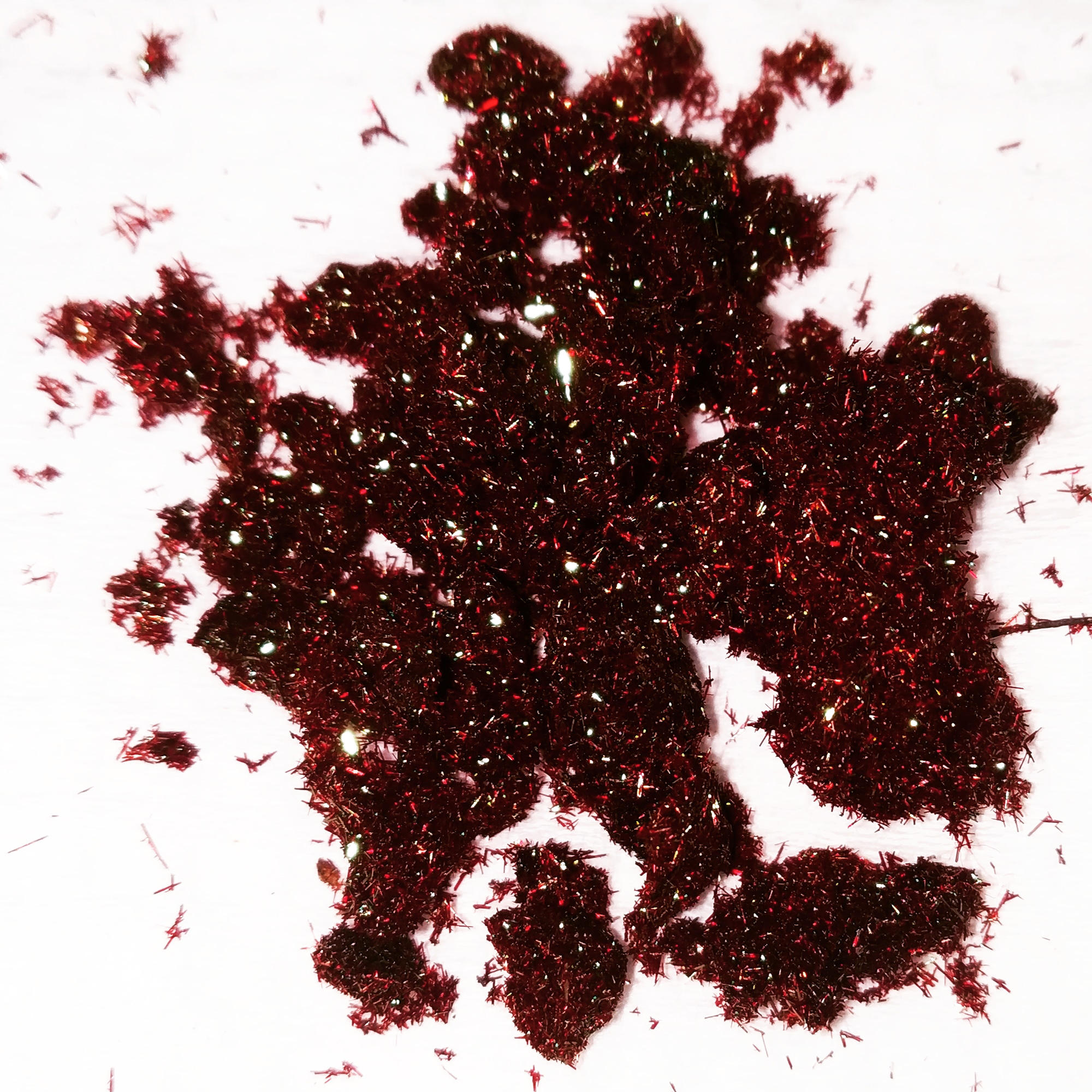
Ammoniumtetrathiomolybdat

Ammoniumtetrathiomolybdat ist ein dunkelroter Feststoff, der leicht löslich in Wasser ist. Er besitzt eine orthorhombische Kristallstruktur mit der Raumgruppe Pnma (Raumgruppen-Nr. 62). Er zersetzt sich bei Erhitzung über 100 °C. Im Vakuum zersetzt sich die Verbindung ab 120 °C in Molybdäntrisulfid.

## Verwendung
Ammoniumtetrathiomolybdat ist ein klassischer Baustein für Übergangsmetallsulfid-Cluster-Verbindungen. Ammoniumtetrathiomolybdat wirkt in vivo auch als Chelatbildner, der den Kupferspiegel reduziert.

## Externe Links zu erwähnten Verbindungen
1. ↑  Externe Identifikatoren von bzw. Datenbank-Links zu Tetraethylammoniumtetrathiomolybdat:  CAS-Nr.: 14348-09-5, Wikidata: Q130262330.